# Szekercelazacok

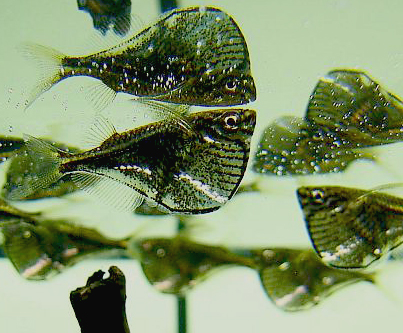
Törpe baltahasúlazac (Carnegiella marthae)

A szekercelazacok vagy baltahasú pontylazacok (Gasteropelecidae) a csontos halak (Osteichthyes) főosztályának sugarasúszójú halak (Actinopterygii) osztályába, a pontylazacalakúak (Characiformes) rendjébe tartozó család.  

3 nem és 9 faj tartozik a családhoz.

## Rendszerezés
Az alábbi nemek és fajok tartoznak a családhoz.
- Carnegiella (Eigenmann, 1909) – 4 faj
  - Törpe baltahasúlazac (Carnegiella marthae)
  - Myers-baltahasúlazac (Carnegiella myersi)
  - Carnegiella schereri
  - Csíkos baltahasúlazac (Carnegiella strigata)

- Gasteropelecus (Scopoli, 1777) – 3 faj
  - Gasteropelecus levis
  - Óriás baltahasúlazac vagy ezüst baltahasúlazac (Gasteropelecus maculatus)
  - Baltahasúlazac vagy közönséges szekercelazac (Gasteropelecus sternicla)

- Thoracocharax (Fowler, 1907) – 2 faj
  - Mellvértes pontylazac (Thoracocharax securis)
  - Thoracocharax stellatus

## Külső hivatkozások
- Képek az interneten a szekercelazacokról